# Utupua

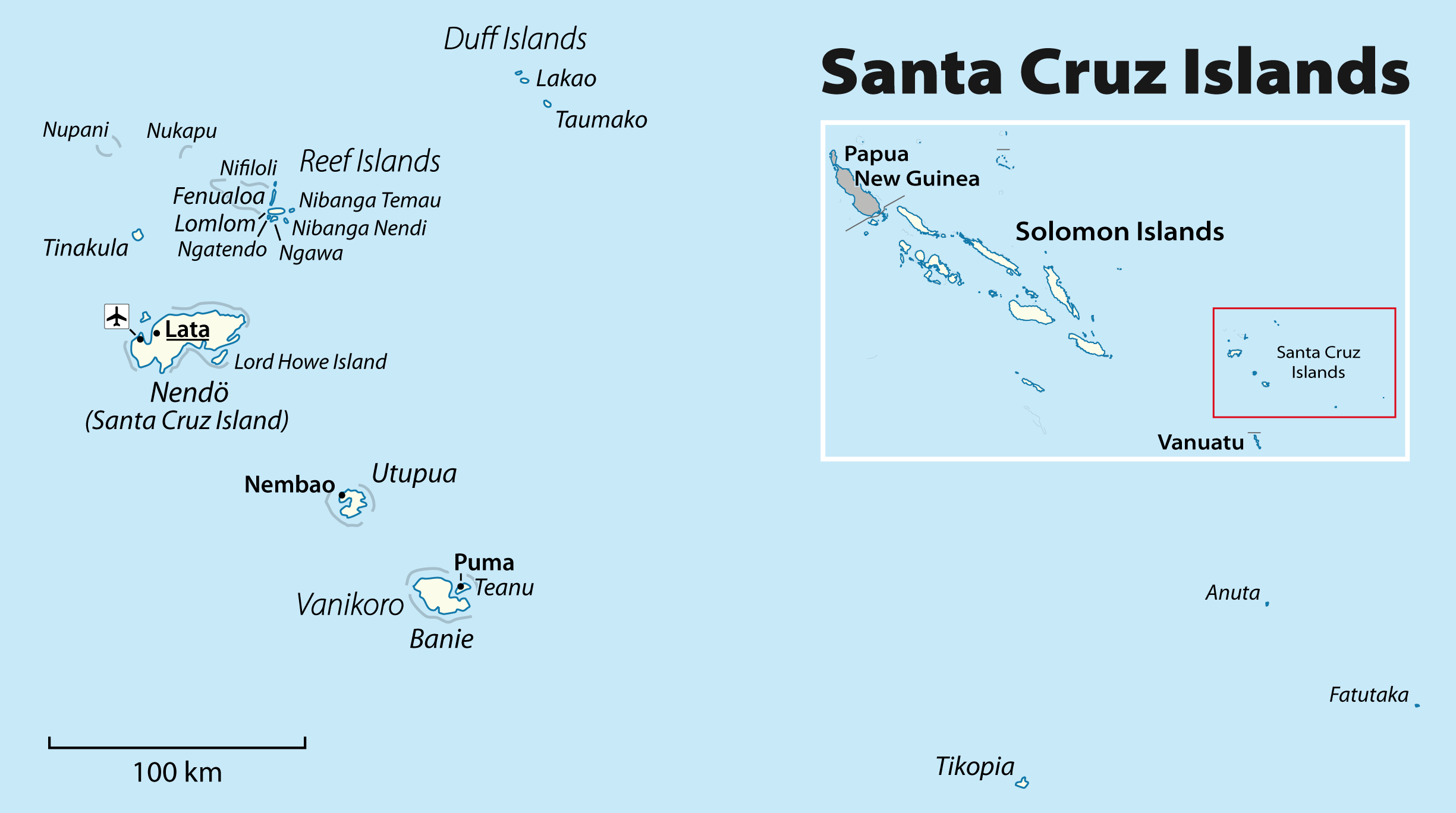
översiktskarta

Utupua (engelska Utupua island eller Tapoua, tidigare Lord Edgecombe Island) är en ö i Santa Cruzöarna som tillhör Salomonöarna i västra Stilla havet.

## Geografi
Utupua-ön är en del av Temotuprovinsen längst söderut i Salomonöarna och ligger ca 70 km sydöst om Santa Cruzöarna.
Ön är av vulkaniskt ursprung och har en area om ca 69 km² och omges av ett korallrev med en stor lagun innanför.
Utupua har ca 300 invånare och högsta höjden är Mount Royal på ca 390 m ö.h.

## Historia
Santa Cruzöarna upptäcktes av spanske kapten Alvaro de Mendaña den 18 april 1595.
I maj 1826 besökte irländske kapten Peter Dillon med sitt fartyg "Research" Utupua i samband med sökandet efter den försvunne franske sjöfararen Jean-François de La Pérouse.
1945 gick det amerikanska fartyget "SS Dominican Victory" på grund utanför Basilisk Reef men kunde bärgas.